# Sportvereinigung Ried von 1912 2011-2012
Questa voce raccoglie rosa, risultati e statistiche dello Sportvereinigung Ried von 1912.

## Rosa
Rosa e numerazione aggiornate al 12 gennaio 2012.
| N. |                     | Ruolo | Calciatore              |
| -- | ------------------- | ----- | ----------------------- |
| 1  | Germania (bandiera) | P     | Thomas Gebauer          |
| 33 | Austria (bandiera)  | P     | Markus Beer             |
| 34 | Austria (bandiera)  | P     | Stefan Pointner         |
| 35 | Austria (bandiera)  | P     | Wolfgang Schober        |
| 4  | Austria (bandiera)  | D     | Martin Grasegger        |
| 14 | Austria (bandiera)  | D     | Jan Riegler             |
| 19 | Austria (bandiera)  | D     | Emanuel Schreiner       |
| 12 | Austria (bandiera)  | D     | Lukas Gabriel           |
| 26 | Austria (bandiera)  | D     | Maximilian Karner       |
| 28 | Austria (bandiera)  | D     | Thomas Reifeltshammer   |
| 30 | Austria (bandiera)  | D     | Lukas Rotpuller         |
| 23 | Germania (bandiera) | D     | Bienvenue Basala-Mazana |

| N. |                                 | Ruolo | Calciatore              |
| -- | ------------------------------- | ----- | ----------------------- |
| 20 | Bosnia ed Erzegovina (bandiera) | C     | Anel Hadžić             |
| 16 | Austria (bandiera)              | C     | Marco Meilinger         |
| 18 | Austria (bandiera)              | C     | Thomas Hinum            |
| 8  | Austria (bandiera)              | C     | Stefan Lexa             |
| 25 | Austria (bandiera)              | C     | Daniel Beichler         |
| 29 | Austria (bandiera)              | C     | Marcel Ziegl            |
| 13 | Spagna (bandiera)               | C     | Iván Carril             |
| 9  | Spagna (bandiera)               | A     | Guillem Martí Misut     |
| 11 | Spagna (bandiera)               | A     | Ignacio Rodríguez Ortiz |
| 17 | Spagna (bandiera)               | A     | Ignacio Diaz            |
| 21 | Austria (bandiera)              | A     | Markus Hammerer         |
| 22 | Austria (bandiera)              | A     | Robert Zujl             |

### Staff tecnico
| Allenatore:            | Paul Gludovatz                         |
| Allenatore in seconda: | Michael Angerschmid Gerhard Schweitzer |
| Allenatore portieri:   | Vlado Cvjetkovic                       |